# Konstantinos Konstantinidis (Fußballspieler)
Konstantinos „Kostas“ Konstantinidis (griechisch Κωνσταντίνος „Κώστας“ Κωνσταντινίδης, * 31. August 1972 in Schorndorf) ist ein ehemaliger griechischer Fußballspieler. Seit August 2019 ist er Technischer Direktor aller Griechischen Nationalmannschaften beim Griechischen Fußballverband Elliniki Podosferiki Omospondia  (EPO).

## Biografie

### Kindheit und Jugend
Als Jugendlicher begann er seine fußballerisch ersten Schritte beim heimischen VfL Schorndorf und dann in der Nachwuchsmannschaft des VfB Stuttgart. In seinem 12. Lebensjahr wanderte die Familie Konstantinidis nach Griechenland aus.

### Profikarriere
Vor Beginn der Saison 1994/95 wechselte der auf vielen Positionen einsetzbare Abwehrspieler innerhalb der griechischen Liga nach Kreta zum Verein OFI Kreta. Nach zwei Spielzeiten wechselte er innerhalb der darauf folgenden Saison 1996/97 im Januar 1997 zum damals amtierenden griechischen Meister Panathinaikos Athen. In der darauf folgenden Saison wurde er mit Panathinaikos Vizemeister und in seiner letzten Saison für diesen Verein 1998/99 noch einmal Dritter. Für einen Betrag von 1,3 Millionen Euro wechselte er dann nach Deutschland in die Bundesliga zu Hertha BSC. Dort spielte er die zwei nächsten Spielzeiten und kam auf insgesamt 41 Einsätze. Innerhalb der darauf folgenden Saison 2001/02 wechselte Konstantinidis in die englische Premier League zu den Bolton Wanderers. Nach seinem kurzen Intermezzo dort kehrte er jedoch zum Abschluss dieser Saison wieder nach Berlin zurück. Kurz nach Beginn der Saison 2002/03 heuerte er beim damaligen Bundesliga-Aufsteiger Hannover 96 für 200.000 Euro an und spielte in seinen zwei Spielzeiten dort in 43 Meisterschaftsspielen. Er wechselte im Anschluss daran vor Beginn der Saison 2004/05 in die 2. Bundesliga zum Absteiger 1. FC Köln. Dort konnte er zum Wiederaufstieg aufgrund von Verletzungsproblemen nur einen geringen Teil beisteuern. Trotz laufenden Vertrags bis zum Abschluss der Saison 2005/06 wurde am 22. August 2005 sein Vertrag beim 1. FC Köln mit sofortiger Wirkung aufgelöst. Konstantinidis spielte anschließend bei OFI Kreta, wo er einen Vertrag bis zum Ende der Spielzeit unterschrieb, bevor er zu Nea Salamis Famagusta wechselte, wo er zum 30. Juni 2008 seine Spielerkarriere beendete.

### Nationalmannschaft
Konstantinidis hat in seiner Karriere 38 Länderspiele für die griechische Nationalmannschaft absolviert, wobei ihm ein Tor gelang. An einer Fußballweltmeisterschaft oder Europameisterschaft hat er mit Griechenland nie teilgenommen.